# Čajre
Čajre su naseljeno mjesto u sastavu općine Doboj, Republika Srpska, BiH.

## Stanovništvo
| Čajre              |              |
| godina popisa      | 1991.        |
| Muslimani          | 402 (88,16%) |
| Srbi               | 18 (3,95%)   |
| Hrvati             | 17 (3,73%)   |
| Jugoslaveni        | 10 (2,19%)   |
| ostali i nepoznato | 9 (1,97%)    |
| ukupno             | 456          |